# Giriharjo (Panggang)
Giriharjo is een bestuurslaag in het regentschap Gunung Kidul van de provincie Jogjakarta, Indonesië. Giriharjo telt 3598 inwoners (volkstelling 2010).